# Kebnekaise Fjällstation
La Kebnekaise Fjällstation (littéralement « station de montagne du Kebnekaise ») est située au pied du sommet Kebnekaise, point culminant de la Suède, à 19 km à l'ouest de Nikkaluokta, dans le Nord du pays communément appelé Laponie.
La station de montagne, propriété du Svenska Turistföreningen (STF), est considérée comme un jalon sur la route du sentier de trekking du Kungsleden, le dernier relais avant Nikkaluokta. Les commodités proposées par la station comprennent un restaurant, un magasin permettant d'acheter quelques denrées alimentaires, des douches, des saunas non mixtes, une lingerie et propose également la location de chambres rustiques. Il est possible de bivouaquer sur le terrain de la station.

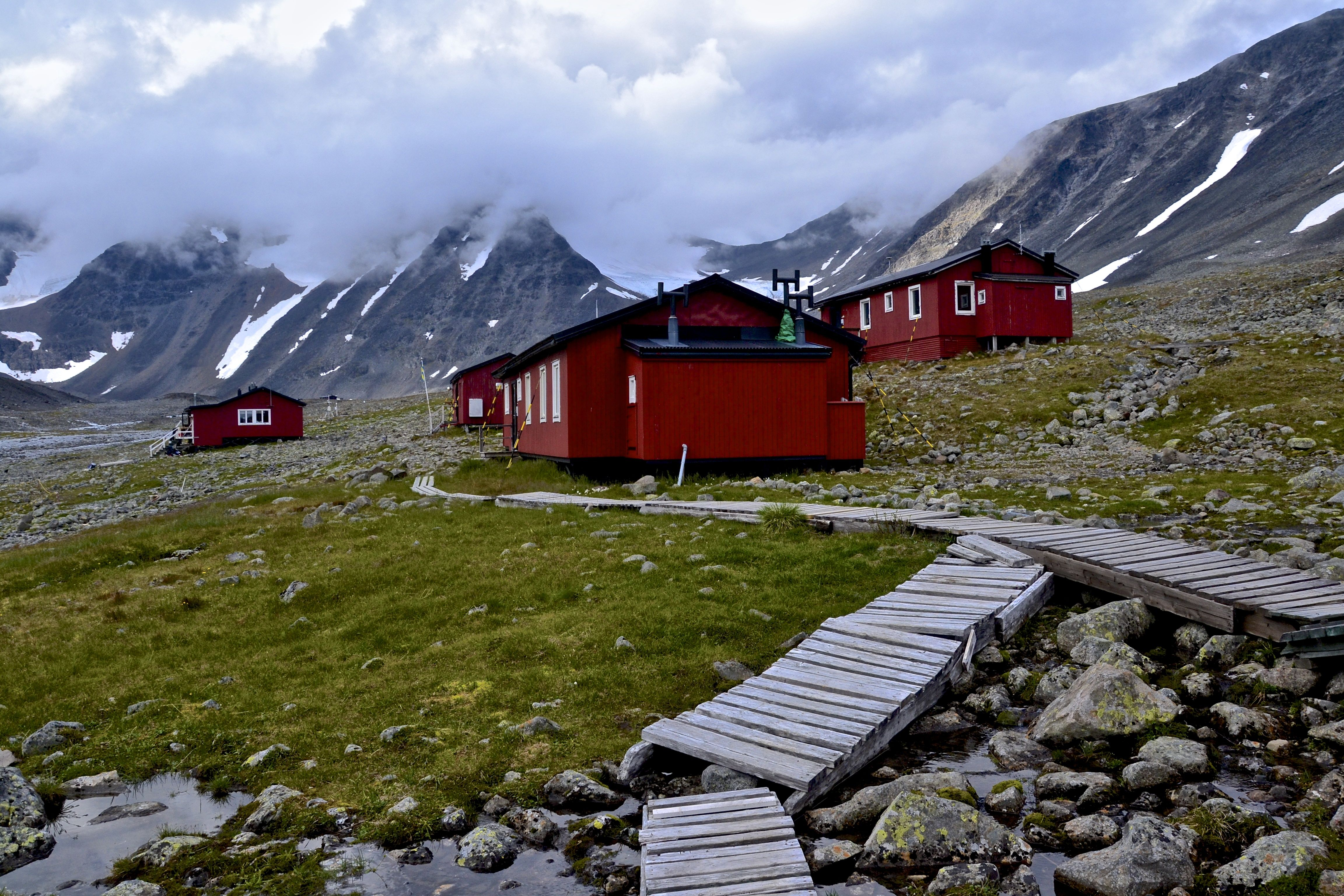
La station scientifique dans la vallée de Tarfala

Depuis la station, il est possible de se lancer dans l'ascension du sommet du Kebnekaise, d'une durée de 4 à 6 heures. D'autres randonnées, notamment vers la vallée de Tarfala, où se trouve le centre de recherche suédois sur les glaciers, sont également proposées.

## Accès
Depuis Nikkaluokta, le moyen le plus facile d'accéder à la station en été est d'effectuer la randonnée à pied (19 km). Pour raccourcir cette dernière de 5,6 km, il est possible d'embarquer sur un bateau au niveau du lac de  Ladtjojaure. Un hélicoptère dessert également le site.